# Петър Маринов
Петър Маринов е български футболист, вратар, който играе за ЦСКА 1948.

## Кариера
Маринов започва своята юношеска кариера в местната академия на Арсенал 2000, преди да се премине в Розова долина и да се присъедини към първия отбор през 2016 г. На 5 юни 2021 г. играе важна роля във финала за Купата на аматьорска футболна лига срещу Марек (Дупница), спечелен от Розова долина. Няколко дни по-рано е обявено, че той ще премине в отбора от Втора лига Струмска слава (Радомир).
През януари 2023 г. Маринов е трансфериран в ЦСКА 1948, като се присъединява към втория им отбор. На 3 март 2024 г. дебютира при професионалистите в мач от първенството срещу Лудогорец (Разград).

## Успехи

### Розова долина (Казанлък)
- Купа на Аматьорската футболна лига: 2020/21

### ЦСКА 1948 II
- Втора лига: 2022/23